# 大島崇行
大島 崇行（おおしま たかゆき、1983年12月20日 - ）は、山梨県南巨摩郡南部町出身の元プロ野球選手（投手）。

## 経歴

### プロ入り前
中学時代は走り高跳びで県大会出場。山梨学院大附高では、2年時に夏の甲子園で初戦敗退。高校の2学年先輩に苫米地鉄人、1学年先輩に玉山健太、1学年後輩に松本哲也、2学年後輩に明石健志と内村賢介がいた(苫米地と玉山の二人とはプロでもチームメイトとなる)。
2001年のドラフト会議で、広島東洋カープに3巡目で指名を受け入団。入団会見では、「大野豊さんの様な投手になりたい」と語った。

### プロ入り後
2004年にウエスタン・リーグ最多勝（8勝9敗）を獲得。
2005年にはプロ初登板。プロ2戦目の阪神戦で初勝利。この年鬼門だったナゴヤドームでの中日最終戦で2勝目。チーム成績も投手陣もどん底の中で防御率こそ高かったが来季を期待させる働きだった。
2006年には新しく監督に就任したマーティ・ブラウン監督に将来性を高く評価され、初の開幕一軍・先発ローテーション投手に抜擢された。しかし全く期待に応えられず二軍落ちとなり、再昇格することなくこの年の一軍マウンドは春先のみに留まった。
2007年は巻き返しを期待されたが、二軍でもなかなか結果が残せず一軍での登板は1試合のみとなった。
2008年は二軍で開幕を迎えたものの、先発として防御率0点台を叩き出し、3・4月の二軍の月間MVPを獲得した。5月には一軍昇格を果たした。7月二軍へ降格したが9月に再昇格。勝ち星こそつかなかったが、登板数・投球回は自己最多を更新し、防御率も3.98（二軍では1.01）を記録した。
2010年は、1軍の救援投手の柱だった永川勝浩、マイク・シュルツ、横山竜士が相次いで故障したため、大島が一時期クローザーを務める等、中継ぎ投手として長期間1軍の戦力に加わった。チームトップの53試合に登板し、初セーブを記録する等、大きな飛躍のシーズンと言える成績であった。しかし8月25日の対阪神戦（京セラドーム）では、チームが大差をつけてリードしていたが、金本知憲に逆転満塁弾を浴び、大島自身に負けはつかなかったものの、結果的に8-22で大敗を喫している。この年の最終的な防御率は5点台ではあった。
2011年は4月に左足を疲労骨折し長期離脱、一軍初登板は8月7日の対巨人戦にずれ込んだ。この試合では谷間の先発として2008年以来の先発起用となったが、投手の西村健太朗に先制タイムリーヒットを浴びるなど試合を作れなかった。結局2011年は7試合のみの出場で前年から出場機会を減らす結果となった。秋季キャンプでは再起を期してサイドスローへの転向に挑戦した。また、10月には、同年5月に元会社員の女性と婚姻届けを提出し結婚していたことが明らかになった。
2012年は、1試合のみの登板に終わった。
2014年、10月2日に球団から戦力外通告を受けた。12月2日、自由契約公示された。
現在は広島市内の建設関係の会社に勤務している。

## 選手としての特徴
長身から投げ下ろす140km/h台の速球が武器の技巧派左腕。変化球は縦に大きく割れるカーブ、スライダーを織り混ぜる。

## 詳細情報

### 年度別投手成績
| 年 度     | 球 団     | 登 板 | 先 発 | 完 投 | 完 封 | 無 四 球 | 勝 利 | 敗 戦 | セ 丨 ブ | ホ 丨 ル ド | 勝 率 | 打 者 | 投 球 回 | 被 安 打 | 被 本 塁 打 | 与 四 球 | 敬 遠 | 与 死 球 | 奪 三 振 | 暴 投 | ボ 丨 ク | 失 点 | 自 責 点 | 防 御 率 | W H I P |
| --------- | --------- | ----- | ----- | ----- | ----- | -------- | ----- | ----- | -------- | ----------- | ----- | ----- | -------- | -------- | ----------- | -------- | ----- | -------- | -------- | ----- | -------- | ----- | -------- | -------- | ------- |
| 2005      | 広島      | 7     | 6     | 0     | 0     | 0        | 2     | 2     | 0        | 0           | .500  | 130   | 27.0     | 33       | 4           | 16       | 0     | 3        | 22       | 1     | 0        | 25    | 25       | 8.33     | 1.81    |
| 2006      | 広島      | 5     | 4     | 0     | 0     | 0        | 0     | 2     | 0        | 0           | .000  | 88    | 16.0     | 32       | 6           | 10       | 0     | 0        | 5        | 0     | 0        | 23    | 23       | 12.94    | 2.63    |
| 2007      | 広島      | 1     | 1     | 0     | 0     | 0        | 0     | 1     | 0        | 0           | .000  | 19    | 3.1      | 9        | 1           | 0        | 0     | 0        | 3        | 0     | 0        | 6     | 6        | 16.20    | 2.70    |
| 2008      | 広島      | 16    | 2     | 0     | 0     | 0        | 0     | 4     | 0        | 0           | .000  | 143   | 31.2     | 35       | 1           | 14       | 2     | 0        | 16       | 1     | 0        | 19    | 14       | 3.98     | 1.55    |
| 2009      | 広島      | 7     | 0     | 0     | 0     | 0        | 0     | 0     | 0        | 0           | ----  | 47    | 9.2      | 15       | 4           | 1        | 0     | 1        | 9        | 1     | 0        | 14    | 13       | 12.10    | 1.66    |
| 2010      | 広島      | 53    | 0     | 0     | 0     | 0        | 1     | 5     | 3        | 9           | .167  | 252   | 56.0     | 61       | 7           | 21       | 1     | 6        | 46       | 3     | 0        | 33    | 32       | 5.14     | 1.46    |
| 2011      | 広島      | 7     | 1     | 0     | 0     | 0        | 0     | 0     | 0        | 1           | ----  | 46    | 11.0     | 10       | 0           | 3        | 0     | 1        | 8        | 2     | 0        | 2     | 2        | 1.64     | 1.18    |
| 2012      | 広島      | 1     | 0     | 0     | 0     | 0        | 0     | 0     | 0        | 0           | ----  | 2     | 0.1      | 0        | 0           | 1        | 0     | 0        | 0        | 0     | 0        | 0     | 0        | 0.00     | 3.00    |
| 通算：7年 | 通算：7年 | 97    | 14    | 0     | 0     | 0        | 3     | 14    | 3        | 10          | .176  | 727   | 155.0    | 195      | 23          | 66       | 3     | 11       | 109      | 8     | 0        | 122   | 115      | 6.68     | 1.68    |

### 記録
- 初登板・初先発：2005年8月18日、対ヤクルトスワローズ16回戦（広島市民球場）、3回0/3を6失点
- 初勝利・初先発勝利：2005年8月24日、対阪神タイガース15回戦（広島市民球場）、6回2/3を1失点
- 初奪三振：同上、2回表に金本知憲から空振り三振
- 初ホールド：2010年7月2日、対横浜ベイスターズ10回戦（MAZDA Zoom-Zoom スタジアム広島）、8回表に2番手で救援登板、1回無失点
- 初セーブ：2010年7月14日、対横浜ベイスターズ13回戦（横浜スタジアム）、9回裏に4番手で救援登板・完了、1回無失点

### 背番号
- 46 （2002年 - 2014年）